# Manifestis probatum
Mit der Papsturkunde Manifestis probatum vom 23. Mai 1179 gab Papst Alexander III. seine Zustimmung zur Anerkennung des Königreichs Portugal.
Der Papst bestätigte die Unabhängigkeit Portugals von Kastilien und bestätigte den Grafen Alfonso Henrique als König Alfons I. von Portugal. Alexander III. folgte damit der bereit 1143 vorgetragenen Bitte und verband mit dieser Anerkennung eine hohe Zahlungsaufforderung als Schutzgeld und Zinszahlung.
Mit dieser, sehr kurz und klar formulierten, Urkunde unterstrich der Papst die Bindung an den Heiligen Stuhl und das Interesse Roms an die portugiesischen Diözesen, sowie die Entwicklung des relativ unabhängigen Klerus in Portugal. Unter Verwendung der Anfangsworte der Arenga wurde das Privileg 1212 von Innozenz III. und 1218 von Honorius III. erneuert. 
Das Original wird in Lissabon im Nationalarchiv Arquivo Nacional da Torre do Tombo, Fonds Bulas (siehe Bulle (Urkunde)), aufbewahrt.